# Inermocoelotes karlinskii
Inermocoelotes karlinskii es una especie de araña araneomorfa del género Inermocoelotes, familia Agelenidae. Fue descrita científicamente por Kulczyński en 1906.
Se distribuye por el sudeste de Europa. El cuerpo del macho mide aproximadamente 9,79 milímetros de longitud y el de la hembra 5,7 milímetros.